# Małe Pułkowo
Małe Pułkowo – wieś w Polsce położona w województwie kujawsko-pomorskim, w powiecie wąbrzeskim, w gminie Dębowa Łąka.
W latach 1954–1972 wieś należała i była siedzibą władz gromady Małe Pułkowo. W latach 1975–1998 miejscowość administracyjnie należała do województwa toruńskiego. Według Narodowego Spisu Powszechnego (III 2011 r.) liczyła 296 mieszkańców. Jest szóstą co do wielkości miejscowością gminy Dębowa Łąka.

## Znane osoby
We wsi mieszkał Jan z Pułkowa (XIII-XIV wiek). W Małym Pułkowie urodził się por. Marian Paszkiewicz (1900-1940), prawnik, sędzia, porucznik rezerwy artylerii Wojska Polskiego, ofiara zbrodni katyńskiej.